# Herpa
Herpa Miniaturmodelle (Hergenröther Patente) i Dietenhofen (Bayern) är en av de största tillverkarna av bil- och flygplansmodeller. Företaget grundades i Nürnberg 1949 och började tillverka bilmodeller 1978. Idag tillverkar man fordonsmodeller i skalorna 1:43, 1:87, 1:120, 1:160 och 1:220. Företaget har 250 anställda och även tillverkning i Kina. 